# Человек, который судился с Богом
«Человек, который судился с Богом» (англ. The Man Who Sued God) — австралийская кинокомедия 2001 года.

## Сюжет
Во время рыбалки в лодку Стива Майерса ударила молния, лодка загорелась и затонула. Стив обратился в страховую компанию, но та отказалась выплачивать ему страховое возмещение, мотивировав свой отказ тем обстоятельством, что вред причинён силами стихии, которые неподвластны человеку и именуются в праве «форс-мажор» (force majeure), «Высшая (то есть Божья) сила».
Тогда Стив Майерс предъявил иск Господу Богу.
Правовая позиция Стива, бывшего адвоката, очень проста и логична: в Австралии созданы и действуют несколько организаций, каждая из которых позиционирует себя как представительство Ответчика на Земле. Все эти организации обладают полной гражданской правосубъектностью, владеют значительным имуществом и активно занимаются бизнесом. Если Бога нет, все они могут быть обвинены в осуществлении предпринимательской деятельности от имени и в интересах заведомо несуществующего лица, то есть в коммерческом мошенничестве. Если же Он существует, чего они просто не способны отрицать, тогда австралийские религиозные конфессии — в общем порядке и в полном соответствии с буквой закона — должны нести гражданско-правовую (деликтную) ответственность за ущерб, причинённый Ответчиком, как юридические лица, представляющие Его интересы в месте жительства истца.
Суд (едва сдерживая лукавую улыбку) не нашёл формальных оснований для отказа в принятии иска к рассмотрению. И теперь местные священнослужители (священники христианских церквей, муллы, раввины) вынуждены как всякое обычное коммерческое представительство представлять и защищать интересы своего Принципала на этом громком и скандальном судебном процессе.

## В ролях
| Актёр          | Роль                                                                  |
| -------------- | --------------------------------------------------------------------- |
| Билли Конолли  | Стив Майерс, ловец лангустов, отставной адвокат, истец                |
| Джуди Дэвис    | Анна Редмонд, журналистка                                             |
| Колин Фрайлз   | Дэвид Майерс, брат Стива, адвокат                                     |
| Уэнди Хьюз     | Джулз Майерс, бывшая жена Стива                                       |
| Эмили Браунинг | Ребекка Майерс, дочь Стива и Джулс                                    |
| Винсент Болл   | кардинал, представитель Ответчика от католиков                        |
| Фрэнк Уиттен   | архиепископ, представитель Ответчика от англикан                      |
| Питер Уитфорд  | протопресвитер, представитель Ответчика от пресвитериан               |
| Лайнел Хафт    | главный раввин, представитель Ответчика от иудеев                     |
| Билли Браун    | Джерри Райан, руководитель группы адвокатов, представляющих Ответчика |
| Тим Робертсон  | судья                                                                 |